# Lorena Enríquez
Lorena Enríquez (Cidade do México, 22 de fevereiro de 1980) é uma atriz e apresentadora de televisão mexicana.

## Filmografia

### Televisão
- Llena de amor (2010) - Doris Moreno Cervantes
- Un gancho al corazón (2008-2009) - Paula Méndez
- Pasión (2007-2008) - Concepcion "Conchita"
- Amor sin maquillaje (2007) - Bertha
- Muchachitas como tú (2007)
- Apuesta por un amor (2004-2005) - Soledad Montaño
- Velo de novia (2003) - Ines Diez
- El manantial (2001-2002) - María Eugenia "Maru" Morales
- El precio de tu amor (2000) - Columba
- Serafín (1999)
- Te sigo amando (1996-1997) - Consuelito
- La paloma (1995)
- Un rostro en mi pasado (1990) - Magda

### Cinema
- Mujeres infieles